# Чечёткин, Александр Михайлович
Александр Михайлович Чечёткин (3 июля 1944 — 22 июня 2016) — советский и российский футболист и футбольный тренер.

## Биография
Александр Чечёткин родился 3 июля 1944 года в городе Юрьев-Польский. С детства увлекался футболом и лыжным спортом. В возрасте 15 лет устроился на работу на местный завод «Промсвязь». Служил в армии в группе советских войск в Германии, где стал играющим тренером команды 3-й Гвардейской армии. После демобилизации стал игроком владимирского «Торпедо» (тогда клуб носил названия «Трактор» и «Мотор»). Игроком этого клуба Александр Чечёткин был 1966 по 1972 год, провёл более 200 матчей, забил 5 голов. Затем играл в клубах «Уралан» (Элиста) и «Машук» (Пятигорск).
В 1976 году во Владимире открылась ДЮСШ по футболу, и Александр Чечёткин стал её первым директором. Его воспитанниками были многие прославленные футболисты, среди которых Евгений Дурнев, Дмитрий Вязьмикин, Олег Стогов, Игорь Варламов, Максим Путилин.
Затем на протяжении 8 лет Александр Чечёткин был директором футбольного клуба и стадиона «Торпедо». В 1990-е годы временно оставил футбол, работал на производстве. Позднее переехал из Владимира в Ставрово, где стал руководителем местного футбольного клуба «Ставровец».
Умер 22 июня 2016 года во Владимире.

## Награды
- Почётный житель Собинского района[4][5]
- Именной знак РФС[5]